# Leandra neblinensis
Leandra neblinensis är en tvåhjärtbladig växtart som beskrevs av John Julius Wurdack. Leandra neblinensis ingår i släktet Leandra och familjen Melastomataceae. Inga underarter finns listade i Catalogue of Life.